# Bordán Lili
Bordán Lili (Bronxville, New York állam, USA, 1982. március 12. –) magyar–amerikai színésznő.

## Élete
A New York állambeli Bronxville-ben született, édesanyja Bordán Irén, a hetvenes évek egyik meghatározó magyar színésznője, édesapja Szerdahelyi Gábor üzletember, aki érettségi után elhagyta Magyarországot. Szerdahelyi először Franciaországban, majd New Yorkban élt, utóbbi világvárosban 1977-től harminc éven keresztül működteti Michelin csillagos Le Refuge éttermét.
Bordán Lili a Sarah Lawrence College főiskolán végzett. 22 éves koráig Amerikában élt. Amikor hazatért Magyarországra független filmekben és a színpadon is játszott, majd visszaköltözött az Amerikai Egyesült Államokba, ahol Los Angelesben telepedett le. Magyarországon az első szerepét 2003-ban Lengyel Andor a Kistestvér című filmjében kapta. Majd miután visszatért Amerikába A hold és a csillagok (The Moon and the Stars) című filmben egy újságírót játszott Jonathan Pryce oldalán, de szerepelt több amerikai sorozat, az Esküdt ellenségek: Különleges ügyosztály, a Robin Hood, a Vészhelyzet, és A néma szemtanú (Silent Withness) néhány epizódjában is.
Ő lett az új Csillagközi romboló, (Battlestar Galactica: Blood & Chrome) sorozat főszereplője, ezenkívül a magyar Casino című sorozatban is kapott szerepet 2011-ben.
Az eddigi legjelentősebb szakmai sikerese a Cherry. című filmhez köthető, amelyben a női főszerepet alakította. A 2 millió dollárból készült mozifilmet több rangos filmfesztiválon bemutatták.
2011-ben került bemutatásra A Love Affair of Sorts című film is, amelynek Bordán nemcsak a főszerepét játszotta, hanem forgatókönyvíróként is közreműködött.
2011 nyarán ő hirdette ki a magyar Periodika Magazin világ legszexisebb női és férfiai szavazásának eredményét. 2013-ban a cannes-i fesztiválon vetítették a Halfway Somewhere Else című kisjátékfilmet, amelyben a női főszerepet alakította.

## Magánélet
Hajadon. Nagyon diszkréten él Los Angelestől nem messze, csak ritkán mutatkozik együtt aktuális párjával. 
Ellenzi a dohányzást, nem él cigarettával. Hisz a nevetés és a jóga pozitív erejében
Az Origo Filmklub a tizenöt legvonzóbb harminc év alatti magyar színésznő versenyén Bordán Lilit választotta a legszebbnek 2011. február 8-án.

## Színház
- EXIT
- Férfi kell!
- Gyere haza Mikkamakka!
- Mandragóra
- A Négyszögletű Kerek Erdő
- Origami
- Őrült nők ketrece

## Filmjei
- Remorse (2013) – Jamie
- Two Days in the Smoke (2012) – Jodie
- Battlestar Galactica: Blood & Chrome (2012) – Dr. Becca Kelly
- Max's Midnight Movies (2012-2013) – Max
- A folyó (2012) – Hanna
- Moon (2011) – Maggie Moon
- Zero (2011) – Valerie
- Casino (2011) – Mirtill
- A Love Affair of Sorts (2010) – Enci
- Level 26: Dark Prophecy (2010) – Tiffany Adams
- A néma szemtanú (Silent Witness) (2010) – Sándor Anna
- The Story of F*** (2010) – Recepciós
- Cherry (2010) – Jules Ostrovsky
- Kolorádó Kid (2010) – Egyetemista lány
- Vészhelyzet (2008) – Mrs. Phoenix
- Luke 11:17 (2007) – Mara
- Robin Hood (2007) – Joan
- Painkiller Jane (2007) – Sophia
- Az emigráncs (2007) – Banktisztviselő
- Könyveskép - Nyolclábú tükör (2007) – Juli
- Egy bolond százat csinál (2006) – Menyasszony
- Tündérmese (2006) – Rebeka
- Vörös vihar (Joy Division) (2006) – Thomas nővére
- Szűzijáték (2006) – Vacsoravendég
- Téli mese (2006) – Anita
- Csak szex és más semmi (2005) – Fiatal lány
- Kinder Garden (2005) – Baba
- 8 mm 2 (8MM 2) – Dóra
- Pasik, London, Szerelem (The Best Man) (2005) – Gretchen
- A hold és a csillagok (The Moon and the Stars) (2005) – újságíró
- Kistestvér (2003) – Ági
- Különleges ügyosztály (2001) – Oksana Parulis

## Rövidfilmek
- Halfway Somewhere Else (2013) - Eleanor
- Titans of Newark (2012) - Calypso
- Boxed In (2011) - Sarah
- Finders Keepers (2010) - Az asszony
- 3 (történet a szerelemről) (2007)
- Kirándulás (2006) – Juli
- Shave (2004)